# Siethen
Siethen ist ein Ortsteil der im Landkreis Teltow-Fläming im Bundesland Brandenburg gelegenen Stadt Ludwigsfelde.

## Lage
Siethen liegt etwa drei Kilometer westlich der Kernstadt von Ludwigsfelde, in das Siethen seit dem 31. Dezember 1997 eingemeindet ist. Der Ort befindet sich am Ortsrand des Naturparks Nuthe-Nieplitz in  Nachbarschaft zum historisch verbundenen „Schwesterdorf“ Gröben. Die Entfernung zur südwestlichen Stadtgrenze Berlins beträgt rund 10 Kilometer.

## Geschichte und Etymologie

### 13. bis 16. Jahrhundert
Der Name Siethen heißt übersetzt wahrscheinlich so viel wie Kornland und dürfte auf das slawische zit’n für Ort, wo Getreide geerntet wird zurückgehen. Der Namenexperte für den Teltow, Gerhard Schlimpert, schließt allerdings eine Übertragung beispielsweise aus dem westfälischen Ort Sythen bei Coesfeld nicht aus.

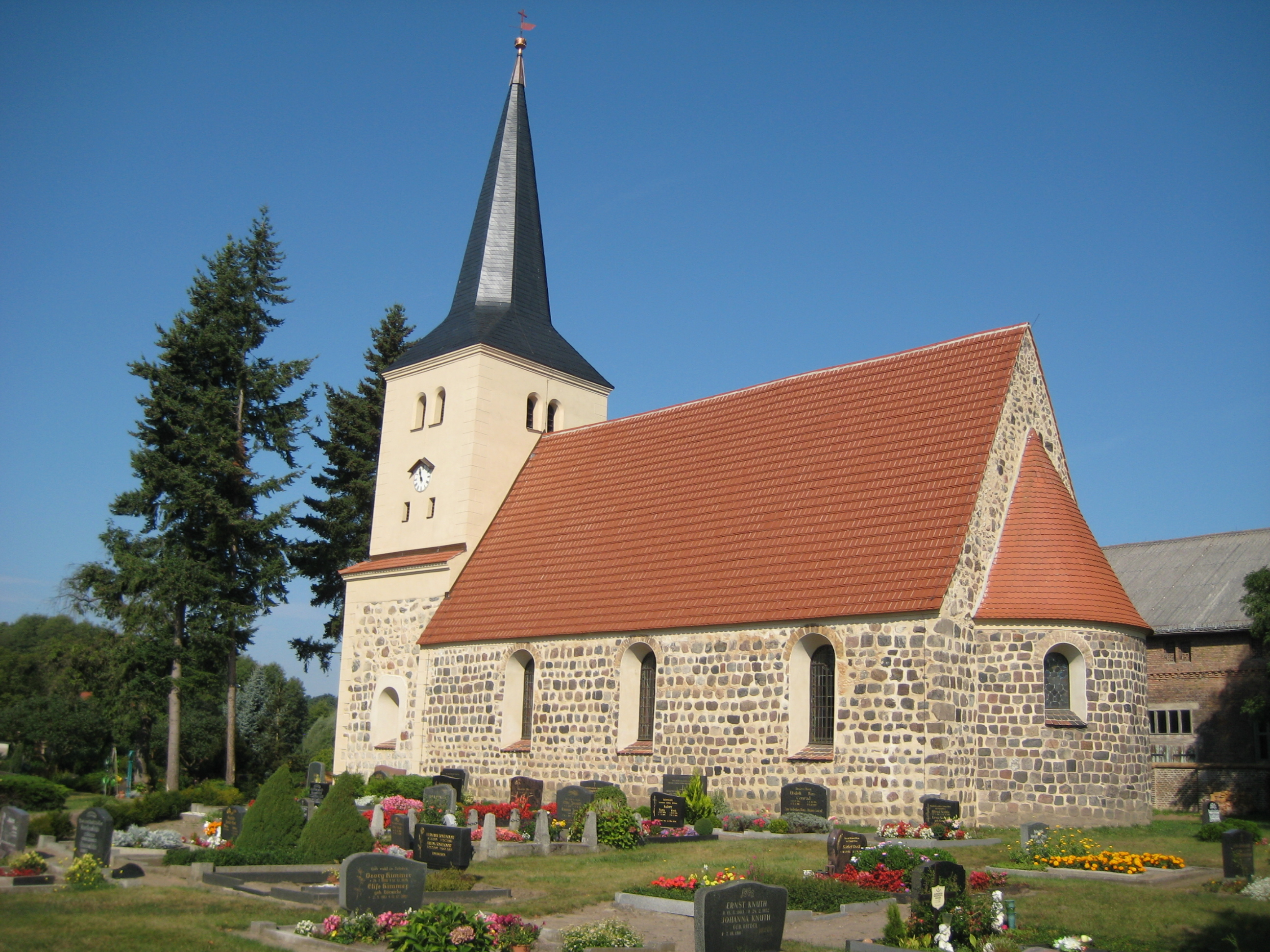
Kirche aus dem 13./14. Jahrhundert

Das Straßen- oder Sackgassendorf wurde 1375 als Syten erstmals im Landbuch Karls IV. urkundlich erwähnt. Es war zu dieser Zeit 31 Hufen groß, davon standen dem Pfarrer zwei abgabenfreie Pfarrhufen zu. Im Dorf lebten weiterhin sechs Kossäten; es gab einen Krug. Siethen befand sich vor 1375 im Besitz des Schlosses Beuthen und damit derer von Schlabrendorf. Im Jahr 1450 war Siten auf 34 Hufe angewachsen. Dem Pfarrer standen nach wie vor zwei Hufen zu, 15 Hufen waren jedoch wüst. Von den ursprünglich sechs Kossäten waren noch drei Höfe besetzt.
Im Jahr 1520 erschien erstmals ein Wohnhaus derer von Schlabrendorf. Dazu gehörten ein Vorwerk, Acker, Schäferei, Wiesen auf dem Kohlgarten und auf dem Kirchhof sowie auf dem neuen Weinberg. Weiterhin lebten im Ort ein Schulze sowie 11 Hufner; der Krug war nach wie vor besetzt. 1594/1595 wechselte der Besitz zur Familie Streithorst. Sie erhielt das Dorf sowie den Rittersitz mit Ober- und Untergerichtsbarkeit sowie das Kirchenpatronat.

### 17. Jahrhundert
Im Jahr 1608 bestand im Ort ein Rittersitz des von Streithorst. Dessen Einzugsgebiet reichte über das Dorf hinaus, denn „dahin gehört auch halb Ahrensdorf und Kerzendorf“. 1614 übernahm Joachim von der Groeben den Ort. Vor dem Dreißigjährigen Krieg gab es im Dorf sechs Hufner, sieben Kossäten, einen Pachtschäfer, einen Windmüller, einen Hirten, einen Hausmann sowie die Schäferknechte. Siethen hatte jedoch noch keine eigene Schmiede, so dass bei Bedarf ein Laufschmied in den Ort kam. Von den 19 Hufen waren lediglich drei Herrschaftshufen. Ein Bauernhof mit drei Hufen wurde der Familie von Streithorst, ein weiterer Bauernhof mit vier Hufen war der Familie von Groeben freigewilligt worden, d. h. ausgekauft und zum Rittergut gezogen worden waren. Während des Krieges wechselte der Besitz und Siethen kam 1638 zurück zur Familie von Schlabrendorf. Im Krieg schwer beschädigt, lebten 1652 lediglich noch sieben Kossäten mit drei Söhnen und zwei Knechten im Ort.

### 18. Jahrhundert
Im Jahr 1711 waren drei Hufner wieder im Ort. Mit ihnen lebten fünf Kossäten, ein Müller, ein Hirte, ein Schäfer, der große und der kleine Knecht sowie ein Junge. Die Bewohner zahlten für die 12 Hufen je acht Groschen Abgaben. 1745 war der Ort auf vier Bauern und fünf Kossäten angewachsen. Es gab einen Krug und eine Windmühle. 1771 standen im Ort acht Giebel (= Wohnhäuser); dort lebten der Müller, erstmals ein Schmied und ein Hirte. Sie zahlten weiterhin acht Groschen je Hufe. 1789 übernahm der Geheime Finanzrat J.A. Honig den Ort, gab ihn aber bereits 1798 an die Baronin von Ba(u)mberger weiter.

### 19. Jahrhundert
Die Baronin hielt Siethen ebenfalls nicht lange, sondern gab ihn 1801 bereits wieder an Adrien-Marie-François de Verdy du Vernois. Der 1738 in Ornans geborene Historiker war preußischer Kammerherr und Gouverneur der Söhne des Prinzen Ferdinand von Preußen. Nach seinem Tod übernahm 1817 der Prinz von Hohenlohe-Ingelfingen den Ort. Von dort gelangte er 1825 wieder in den Besitz der von Schlabrendorff, als Johanna von Scharnhorst, geborene Komtess von Schlabrendorff, den Ort für 63.000 Taler erwarb. Sie war mit dem Major Friedrich Gerhard August von Scharnhorst verheiratet. Als er nach einem Reitunfall starb, übernahm Johanna mit ihrer einjährigen Tochter das Gut. 1840 bestanden im Ort und gut 44 Wohnhäuser. Im Jahr 1858 gab es im Dorf acht Hofeigentümer, die 10 Knechte und Mägde beschäftigten. Es gab 23 Landwirte mit drei Knechten und Mägden. Im Ort gab es 31 Besitzungen: Acht waren zwischen 30 und 300 Morgen groß (zusammen 572 Morgen), sechs weitere zwischen 5 und 30 Morgen (zusammen 42 Morgen). 17 weitere waren kleiner als 5 Morgen (zusammen 62 Morgen). Im Dorf hatten sich zwischenzeitlich zahlreiche Gewerke niedergelassen. Es gab zwei Schneidermeister mit zwei Gesellen, fünf Zimmerer, einen Tischlermeister mit einem Gesellen, drei Maurergesellen, einen Krämer, einen Krug und einen Armen. Im Rittergut gab es den Gutseigentümer mit neun Knechten und Mägden sowie 72 Tagelöhnern und fünf Bedienten. Sie bewirtschafteten 4001 Morgen. Im Herbst 1859 verkaufte Johanna das Gut für 120.000 Taler an den Erbjägermeister der Kurmark, Karl von Jagow-Rühstädt. Er blieb jedoch auf seiner Besitzung in Rühstädt und übertrug die Verwaltung einem Landwirt. Im Jahr 1860 gab es im Dorf zwei öffentliche, 23 Wohn- und 48 Wirtschaftsgebäude. Die Gemarkung war 702 Morgen groß: Dabei entfielen 493 Morgen auf Ackerflächen, 136 Morgen auf Weide, 47 Morgen auf Wiese und 26 Morgen auf Gehöfte. Das Rittergut war 4089 Morgen groß bei 1304 Morgen Acker, 324 Morgen Weide, 268 Morgen Wiese, 29 Morgen Torf und 59 Morgen Gehöfte. Dies umfasste 17 Wohn- und 26 Wirtschaftsgebäude, darunter eine Dampfbrennerei und eine Getreidemühle. Die zahlreichen neuen Gebäude sowie Meliorationsmaßnahmen kosteten viel Geld und so musste sich Karl von Jagow bereits 1879 vom Gut Siethen trennen. Das Gut umfasste genau zu diesem Zeitpunkt nach dem amtlichen Generaladressbuch der Ritterguts- und Gutsbesitzer für die Provinz Brandenburg 1.206 ha. Siethen mit Gröben (285 ha) kam für 180.000 Taler an den Berliner Großkaufmann Hermann Badewitz. Nach seinem Tod 1897 übernahm der Sohn Gottfried Badewitz, ein königlicher Regierungsassessor und Jurist die Güter in Gröben und Siethen.

### 20. und 21. Jahrhundert
Um die Jahrhundertwende standen im Ort 46 Häuser sowie 11 Häuser im Gut. Der Bestand wuchs auf 57 Wohnhäuser im Jahr 1931 an. Gottfried Badewitz ließ die Kirche in den Jahren 1914/1915 anlässlich der bevorstehenden Konfirmation seiner beiden Kinder sanieren. Im Jahr 1928 wurde das Rittergut, die Försterei sowie der Gutsbezirk mit der Gemeinde vereinigt. Eine Exklave von 16 Hektar Größe kam nach Klein Beuthen, eine weitere, 492 Hektar große Exklave nach Gröben. 1932 bestand Siethen aus der Gemeinde mit dem Wohnplatz Forsthaus Siethen. Um die Erbfolge zu regeln, verkaufte Gottfried von Badewitz, mittlerweile auf Grund seiner Verdienste um den Bau des Teltowkanal 1914 in den Adelsstand erhoben, um 1936 den Gröbener Besitz. Mit dem Erlös sollte das nach wie vor defizitäre Gut Siethen saniert werden. Gottfried plante, den Besitz seinem Sohn Werner zu übergeben. So ging das Gut mit Herrenhaus an die Stadt Berlin, die den Ort als Berliner Stadtgüter weiterführte. Im Jahr 1939 gab es im Dorf vier land- und forstwirtschaftliche Betriebe, die zwischen 20 und 100 Hektar groß, sechs Betriebe zwischen 10 und 20 Hektar, neun Betriebe zwischen 5 und 10 Hektar sowie 14 Betriebe zwischen 0,5 und 5 Hektar. Ab 1942 wurde im Herrenhaus eine Schule der Schutzstaffel eingerichtete.
Noch während des Zweiten Weltkrieges wurde das Herrenhaus als Lazarett und später als Flüchtlingsheim genutzt. Das Rittergut wurde enteignet und in ein VEG umgewandelt. 1953 gründete sich eine LPG vom Typ I, die sich jedoch wieder auflöste. 1953 gründete sich eine erneute LPG Typ I, die 1961 35 Mitglieder und 198 Hektar landwirtschaftlicher Nutzfläche besaß. Sie bestand 1973 fort, ebenso das VEG sowie die Revierförsterei Siethen in Jütchendorf. Nach der Wende erhielt die Stadt Berlin die Stadtgüter zurück, die seit dieser Zeit von der Berliner Stadtgutliegenschafts-Management verwaltet werden. Die Forstflächen werden von den Berliner Forsten betreut. 2003 wurden einige nicht mehr genutzte Wirtschaftsgebäude abgerissen.

## Bevölkerungsentwicklung
| Jahr      | 1734 | 1772 | 1801 | 1817 | 1840 | 1858                | 1895 | 1925 | 1939 | 1946 | 1964 | 1971 |
| Einwohner | 139  | 167  | 239  | 216  | 231  | Dorf: 172, Gut: 173 | 394  | 406  | 382  | 486  | 530  | 552  |

## Kultur und Sehenswürdigkeiten

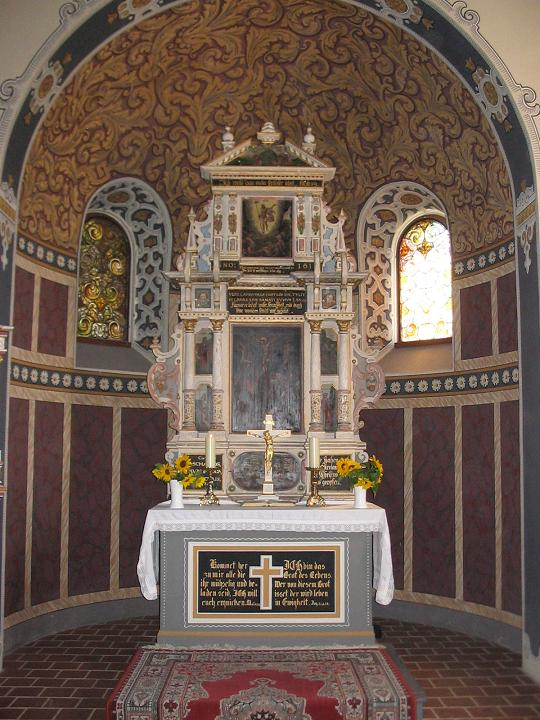
Kirche, Altar und Apsis

- Die Dorfkirche Siethen steht inmitten des Friedhofs an der Siethener Dorfstraße gelegene Kirche wurde im späten 13. oder frühen 14. Jahrhundert als Rechteckbau mit nachträglich angebauter Apsis und einem etwas eingezogenen, annähernd quadratischen Westturm errichtet. Die Kirche hat einen Sakristeianbau im Nordosten und einen kleinen Vorbau über dem Nordportal. Die Orgel wurde 1882 von dem Potsdamer Carl Eduard Gesell gebaut und mit einem Manual, Pedal und sechs Registern ausgestattet.[5][6]
- Gutshaus Siethen: Das Gut befand sich von 1416 bis 1780 im Besitz der Familie von Schlabrendorf, wie auch das Gut Gröben. Der letzte Besitzer der Schlabrendorf'schen Familie war Ewald Bogislov Ludwig, welcher es im Jahr 1780 an den Geh. Ober-Finanzrat König verkaufte. Letztere veräußerte das Schloss Siethen an die Baronen von Baumberger im Jahr 1798.[7] 1897 fielen die Besitzungen an dessen Sohn, den Königlichen Regierungsassessor und Juristen Gottfried von Badewitz (1866–1944), der am 24. April 1914 in Korfu in den preußischen Adelsstand erhoben wurde und am 22. November 1914 das Diplom dazu erhielt. Die wechselvolle Geschichte des durch die Familie (von) Badewitz zum Ausgang des 19. Jahrhunderts errichteten Schlosses reicht von der Zweckentfremdung als Lazarett, über Flüchtlingsunterkunft hin zum Jugendheim. Im Zuge dieser Nutzungen wurde das äußerst imposante Dachgeschoss baulich verändert.

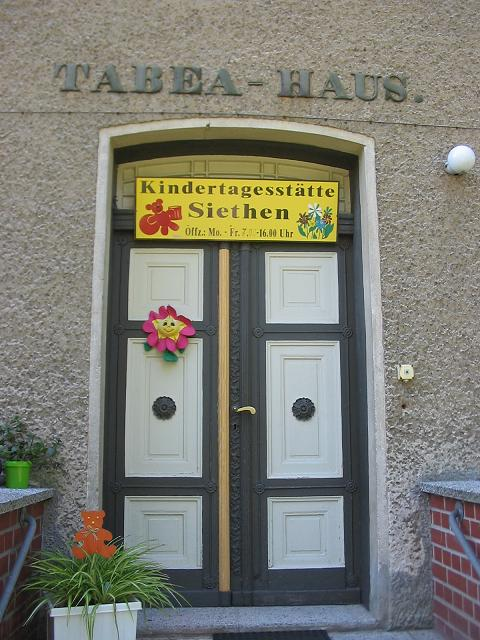
Tabea-Haus, ehemaliges Kinderasyl von 1855

- Tabea-Haus: Die letzten beiden adligen Damen derer von Scharnhorst (Gröben) als Eigentümer von Gut Siethen richteten 1855 ein Kinderasyl ein, das Tabea-Haus. Es wurde als Kleinkinderstube für die Tagelöhnerkinder, Kranke und Waisen genutzt und beherbergt heute einen Kindergarten. Eine Kurzbeschreibung findet sich im Werk Die Kunstdenkmäler des Kreises Teltow aus 1941.[8]
- Eiche südlich von Siethen mit einem Brusthöhenumfang von 7,00 m (2016).[9]
- Der Siethener See hat eine Fläche von rund 80 Hektar sowie zwei öffentliche Badestellen und Angelmöglichkeiten. Die landschaftliche Lage fand schon Theodor Fontane vortrefflich, denn in seinen Wanderungen durch die Mark Brandenburg schreibt er: „… und erreichen schon nach halbstündigem Marsch eine mäßige Hügelhöhe, von der aus wir zwei Seeflächen und zwei Dörfer überblicken: «Groeben» und «Siethen». Ein märkisches Idyll. Aber auch ein Stück märkische Geschichte.“ Das rund 240 Hektar umfassende Landschaftsgebiet trägt den Namen „Siethener Elsbruch“ und ist Bestandteil des Naturschutzgebietes Nuthe-Nieplitz-Niederung. Es zieht sich bis zum Dorf Ahrensdorf, das gleichfalls zu Ludwigsfelde gehört sowie den Dörfern Fahlhorst und Nudow aus der Gemeinde Nuthetal hin.

## Wirtschaft
Neben einigen Gewerbe- und Handwerksbetrieben ist der Spargelanbau bedeutend. Ansonsten gewinnt der Bereich der Naherholung auf Grund des Sees und der umgebenden Landschaft an Bedeutung. Rad- oder Wanderungen führen auch durch das Erholungsgebiet des Siethener Sees. Dabei stößt man in Richtung Gröben auf das ehemalige Märkische Wanderdorf, das unmittelbar am Siethener See gelegen ist.

## Verkehrsanbindung
Siethen liegt unweit der Bundesautobahn 10, Ausfahrt Ludwigsfelde-West. Bis zum südlichen Stadtrand von Berlin benötigt man über die neue Bundesstraße 101, Ausfahrt Ludwigsfelde-Ost, etwa 12 Minuten. Es sind Radwege nach Ludwigsfelde und Ahrensdorf vorhanden.